# Центральна провінція (Шрі-Ланка)
Центральна провінція (синг. මධ්යම පළාත, Madhyama Palata, там. மத்திய மாகாணம், Malaiyakam Maakaanam) — одна з провінцій Шрі-Ланки. Населення — 2556774 осіб (2012).

## Географія
У південній частині провінції знаходиться гора Підуруталагала висотою більше 2500 м — найвища точка острова.
Площа Центральної провінції становить 5674 км². Площа суші — 5575 км². Площа водної гладі — 99 км².

## Адміністративний поділ
Адміністративно ділиться на 3 округи:
- Канді
- Матале
- Нувара-Елія

## Економіка
Провінція виробляє більшу частину відомого у всьому світі цейлонського чаю, відтвореного британцями в 1860-х роках після того, як хвороба згубила всі плантації кави в регіоні. Центральна провінція приваблює безліч туристів своїми пейзажами, такими пам'ятками як Канді, Матале, Гампола, Гаттон і Нувара-Елія.